# ガリラヤの海の嵐
『ガリラヤの海の嵐』（ガリラヤのうみのあらし）あるいは『ガリラヤの海の嵐の中のキリスト』（ガリラヤのうみのあらしのなかのキリスト、蘭: Christus in de storm op het Meer van Genesareth, 英: The Storm on the Sea of Galilee）は、オランダ黄金時代の巨匠レンブラント・ファン・レインが1633年に制作した絵画である。油彩。主題は『新約聖書』「マルコによる福音書」第4章ほかで語られている、イエス・キリストがガリラヤの海で起こした奇跡のエピソードから取られている。レンブラント唯一の海景画である。長崎の平戸にオランダ商館を設立したオランダ人商人ヤックス・スペックスが所有した絵画の1つで、ホープダイヤモンドを所有した銀行家の一族・ホープ家が所有したことでも知られる。以前はボストンのイザベラ・スチュワート・ガードナー美術館に所蔵されていたが、1990年に盗難に遭い、現在も所在不明のままである。

## 主題

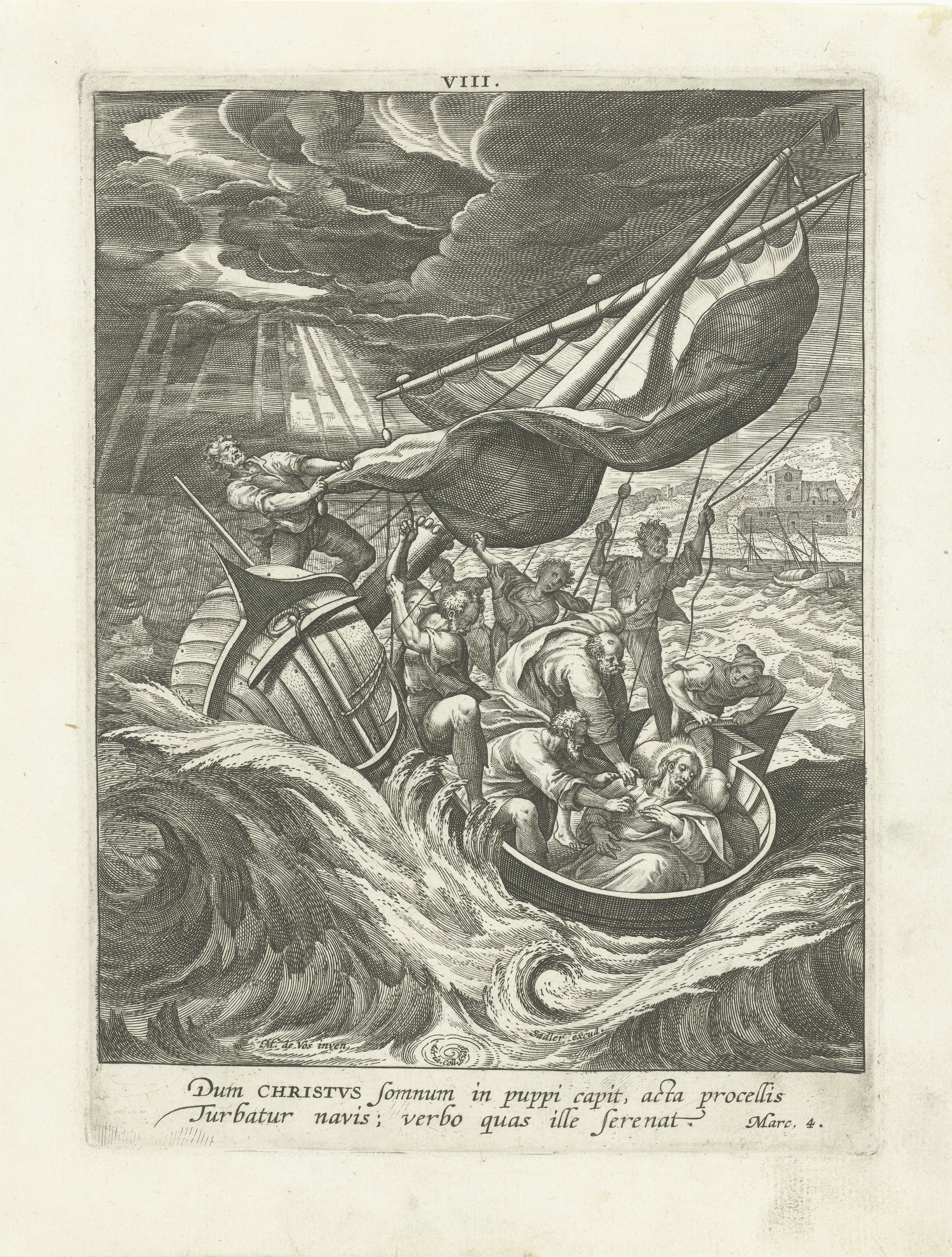
マールテン・デ・フォスのデザインに基づいたアドリアン・コラールの版画『ガリラヤの海の嵐』。

本作の主題となっている物語は「マルコによる福音書」をはじめ、「ルカによる福音書」や「マタイによる福音書」でも簡単に記述されている。それらは以下のようなものである。
あるときイエス・キリストはガリラヤ湖の岸辺で群衆を相手に説教した。その日の夕方、イエスは弟子たちに「向こう岸へ渡ろう」と言ったので、彼らは群衆と別れて海に乗り出した。すると急に激しい突風が起こり、船は高波をかぶって、舟の内側はたちまち水で一杯になった。弟子たちは大いに慌てたがイエスは舳先の方で眠っていた。弟子たちが「私たちが溺れ死んでもかまわないのですか」と言ってイエスを起こすと、イエスは風を𠮟りつけ、海に向かって「静まれ、黙れ」と言った。すると風は止み大凪になった。イエスは弟子たちに「何故そんなに怖がるのか。信仰がないのか」と言うと、弟子たちはみな恐れおののいて言った、「このお方は一体何者なのだろうか。風も海も従わせてしまうとは」。

## 概要
レンブラントは激しい嵐に遭遇してパニックに陥ったキリストの弟子たちを描いている。巨大な波が船首に衝突し、帆を引き裂き、船を左手前の岩に危険なほど引き寄せており、彼らの幾人かは船の制御を取り戻すため必死に嵐に逆らって奮闘している。しかし弟子の多くはキリストに助けを求めて必死に嘆願し、1人は海の激しい揺れに吐き気を催している。キリストは画面右の舵のそばに描かれている。つい先刻目を覚ましたばかりのキリストだけはこの混乱の中で平静を保っている。キリストの近くに立っている帽子をかぶった弟子はただ一人鑑賞者の側に顔を向けている。彼は頭に被った帽子が飛ばされないよう抑えており、ロープをつかんで体勢を整えながら、真っ直ぐに見つめている。この人物はおそらくレンブラントの自画像であり、鑑賞者に対して視線を向けることにより、キリストが回避するであろう嵐を描いた絵画世界に鑑賞者を引き込む効果を与えている。
本作品を制作した1633年は、ちょうどレンブラントが故郷であるライデンからアムステルダムに移って数年がたち、肖像画や歴史画の画家としての地位を確立していたころである。詳しい情景描写、人物の変化に富んだ多彩な表情、比較的洗練された筆遣い、鮮やかな彩色は、レンブラントの初期の作風の特徴である。
レンブラントの同時代の画家たちが描いた嵐の絵画の大半は横長の画面を用いた眺望図で、自然の力と人間の精神との相克を表しており、聖書の主題を取り上げた船乗りたちの感情を描き分けたりする作例は珍しかった。それに対して、縦長の本作はあくまでも物語画として構想されている。
主題をクローズアップで捉えている描法と全体の構図は、フランドルの画家マールテン・デ・フォスのデザインに基づいたアドリアン・コラートの版画『ガリレイの海の嵐』（The storm on the sea of Galilei）に端を発している。この版画は1583年にアントウェルペンでサデラー家によって出版された12章からなる『イエス・キリストの生涯と受難、復活』（Vita, passio et Resvrrectio Iesv Christ）の8番目の図版であった。レンブラントは版画と同様に、縦長のフォーマットで描き、作品空間の大部分で嵐に抵抗する弟子たちを主要なモチーフとして取り上げている。しかし、版画ではキリストは眠っているのに対して、本作ではこれから起こる奇跡を予告するかのように目覚めているキリストが描かれている。
署名と日付は右下の舵の上端に描き込まれている。
近年の科学調査の結果は、この作品が同様のレンブラントのサイズの絵画としては、類のないほど精緻に仕上げられていることを示している。マスト、索、帆、水面などはヘラルト・ドウの絵画に匹敵するほど精緻に描かれているが、使用されている色の数は驚くほど少ない。レンブラントは、船首にいる褐色の服の弟子を明るい空を背に逆光で描き、金色系の服の弟子の後ろ姿を暗い暗室を背に描くことで空間の奥行きを生み出した。オランダの画家・著述家のアルノルト・ホウブラーケンは、「人物たちやその顔の表情が出来事から想像されるのに限りなく近く自然に描写されており、しかも彼らはレンブラントの通常の作品においてよりも入念に描かれている」と評している。この評価は、18世紀の記述や数々の売り立てにおける高い評価額にも反映されている。

## 来歴

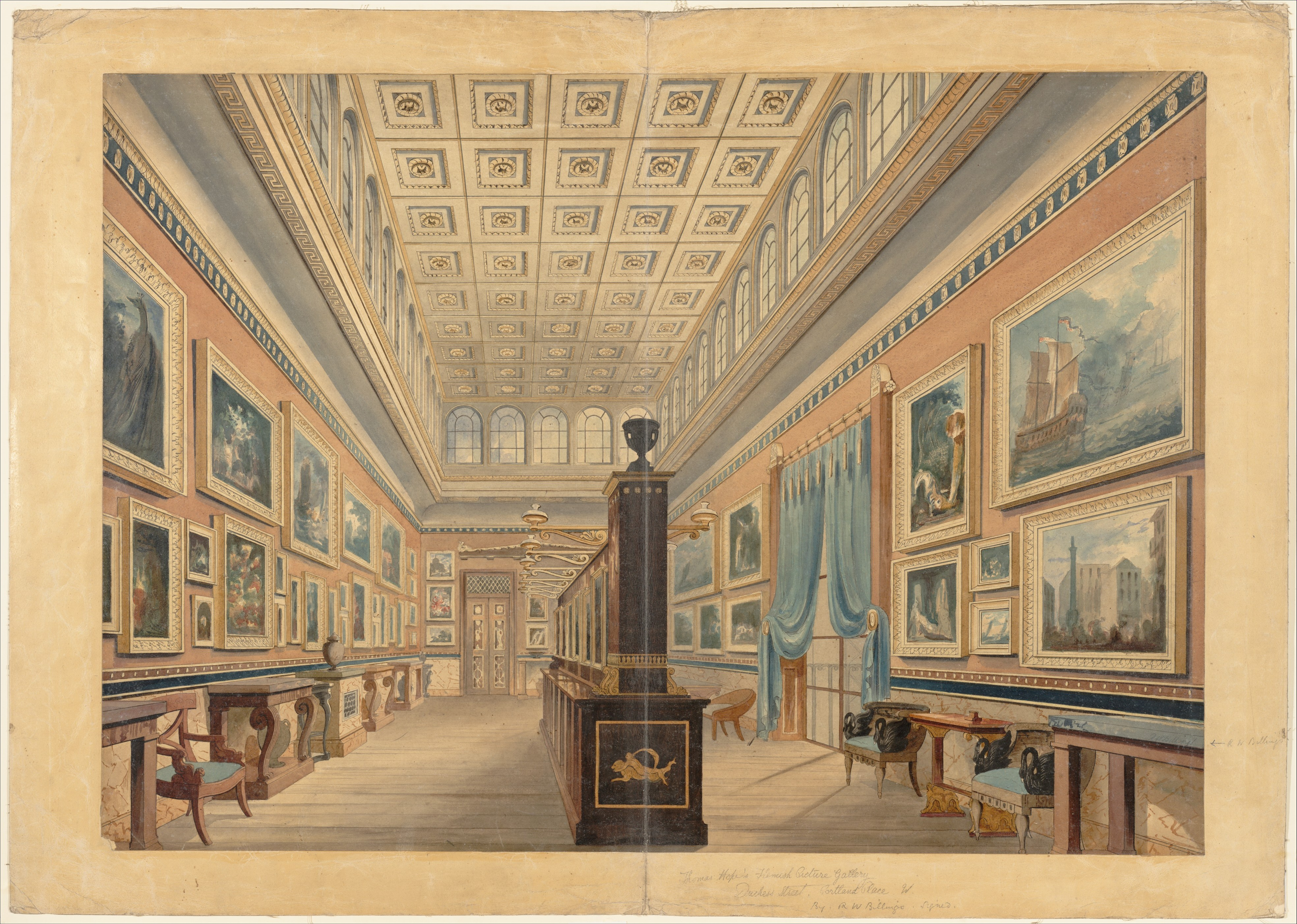
トーマス・ホープのフランドル絵画ギャラリーを描いた水彩画。メトロポリタン美術館所蔵。

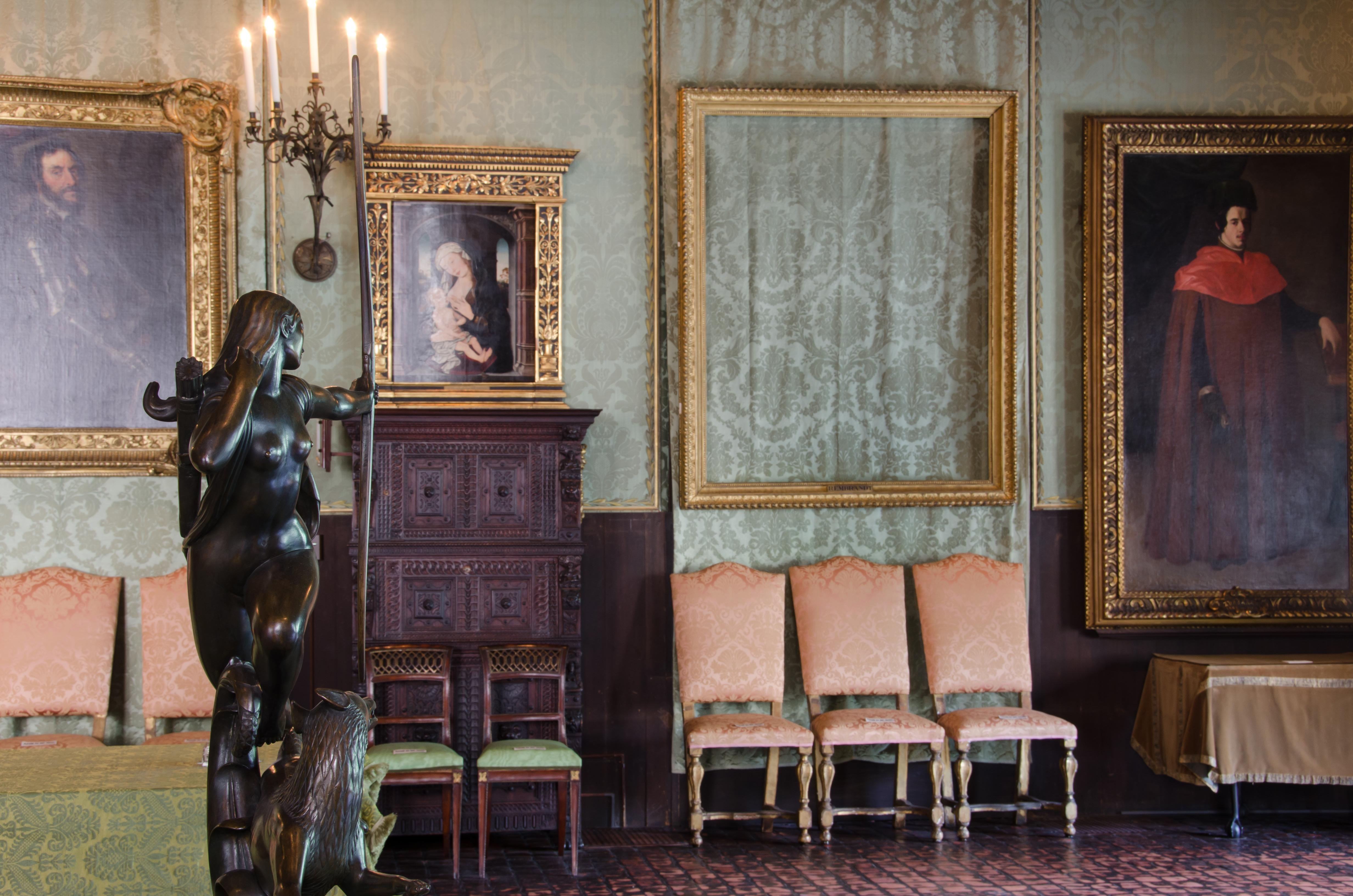
かつて絵画が飾られた場所は空白となっている。

絵画はヤックス・スペックスのコレクションに含まれていたことが知られている。当時、本作品は『聖ペテロの船』（Saint Peter's ship）を描いたものと考えられており、1652年のスペックスの死後に作成された財産目録において記載されている。1718年にはオランダの画家・著述家アルノルト・ホウブラーケンによって、美術収集家のヤコブ・ヤコブス・ヒンローペン（Jacob Jacobsz Hinlopen）が所有する絵画として言及された。その後、酒造家・木材商・美術収集家ヘリット・ブラムカンプ（1752年-1771年）が所有するオランダ・フランドル美術のコレクションに加わった。
さらに銀行家一族ヤン・ホープのコレクションに加わると、1785年の彼の死後、本作品を含むコレクションの一部が妻フィリピーナ・バルベラ・ファン・デル・ホーフェン（Philippina Barbera van der Hoeven）に遺贈された。彼女が1790年に死去したとき、絵画を含む遺産の一部は3人の息子たちの間で分割されずに残された。息子たちはヤン・ホープの従兄弟にあたるヘンリー・ホープが後見人となり、1794年に絵画はまだ未成年であったエイドリアン・エリアス・ホープ（Adrian Elias Hope）と後に美術収集家・ホープダイヤモンドの所有者となる末っ子のヘンリー・フィリップ・ホープに贈られた。美術収集家でもあった後見人のヘンリー・ホープは同年のフランス侵攻前に絵画をイギリスに持ち帰った。その後、ある時点でヘンリー・フィリップ・ホープが絵画の所有者となったらしい。彼はデザイナーであり美術収集家でもあった兄トーマス・ホープがダッチェス・ストリートの邸宅に展示したコレクションのために絵画を貸与した可能性がある。いずれにせよ、絵画はトーマスの息子ヘンリー・トーマス・ホープに相続されており、ヘンリー・トーマスの死後、妻であるアンネ・アデーレ夫人（Anne Adèle Bichat）、1884年の夫人の死後は娘ヘンリエッタ・アデラ（Henrietta Adela）と夫である第6代ニューカッスル公爵ヘンリー・ペラム＝クリントンの間に生まれた第8代ニューカッスル公爵ヘンリー・フランシス・ペラム＝クリントン＝ホープに相続された。公爵は1891年に82点のコレクションとともに本作品をサウス・ケンジントン博物館に貸与したのち、1898年にコレクション全体を美術商のアッシャー・ヴェルトハイマー（Asher Wertheimer）とコルナギに売却した。同年、イザベラ・スチュワート・ガードナー美術館の創設者イザベラ・スチュワート・ガードナーは、バーナード・ベレンソンを通じてコルナギから取得した。

## 窃盗
1990年3月18日、警察官に成りすました2人の窃盗犯がイザベラ・スチュワート・ガードナー美術館内に入り、本作と他の12作を掠奪した が、これはアメリカ史上最大の美術品強盗事件であった。事件は解決していない。
2013年3月18日、連邦捜査局 (FBI) は、誰が犯人であるかわかっていると公表した。

## ギャラリー
ヤックス・スペックスが所有した他のレンブラント作品

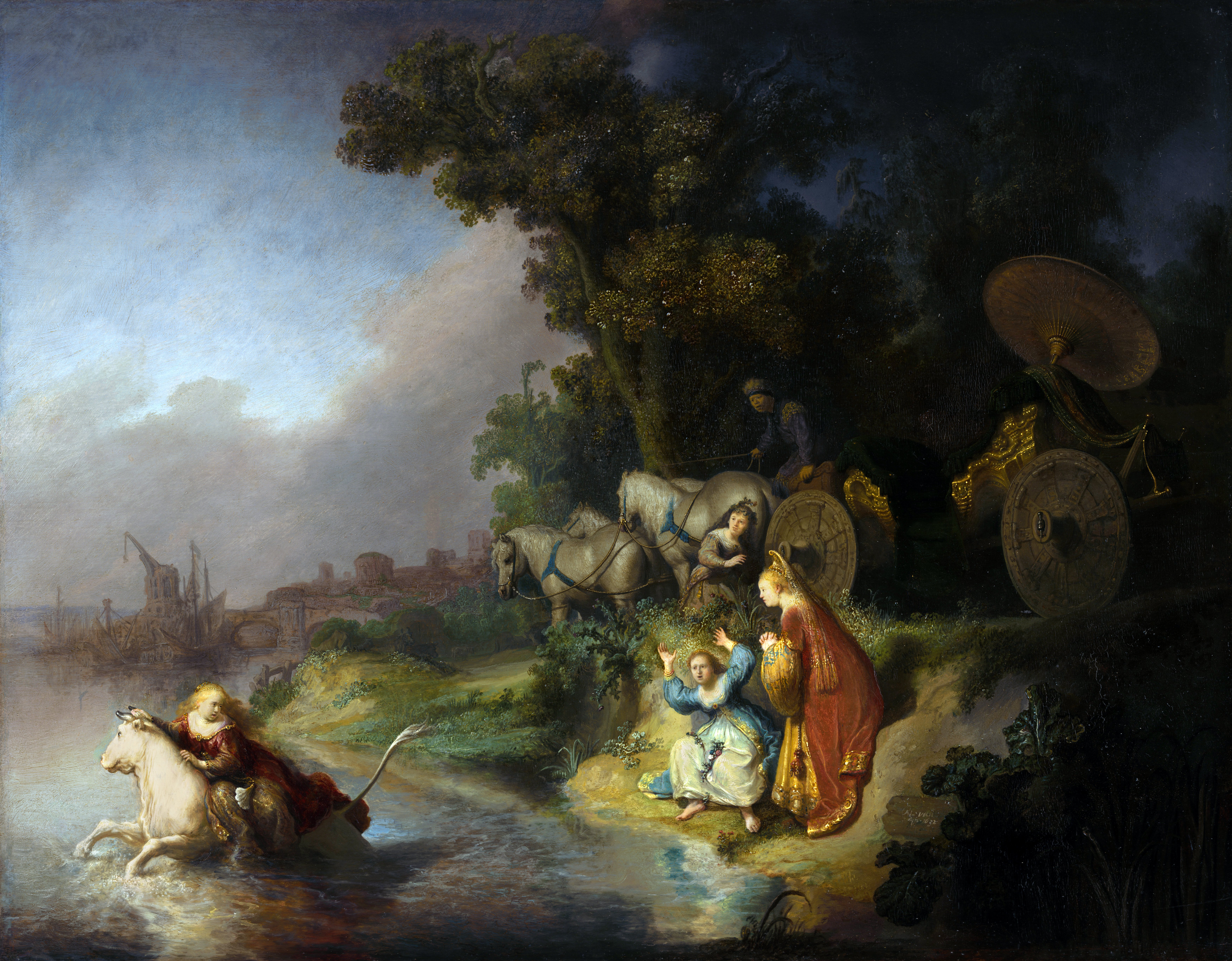
『エウロペの誘拐』1632年 J・ポール・ゲティ美術館所蔵
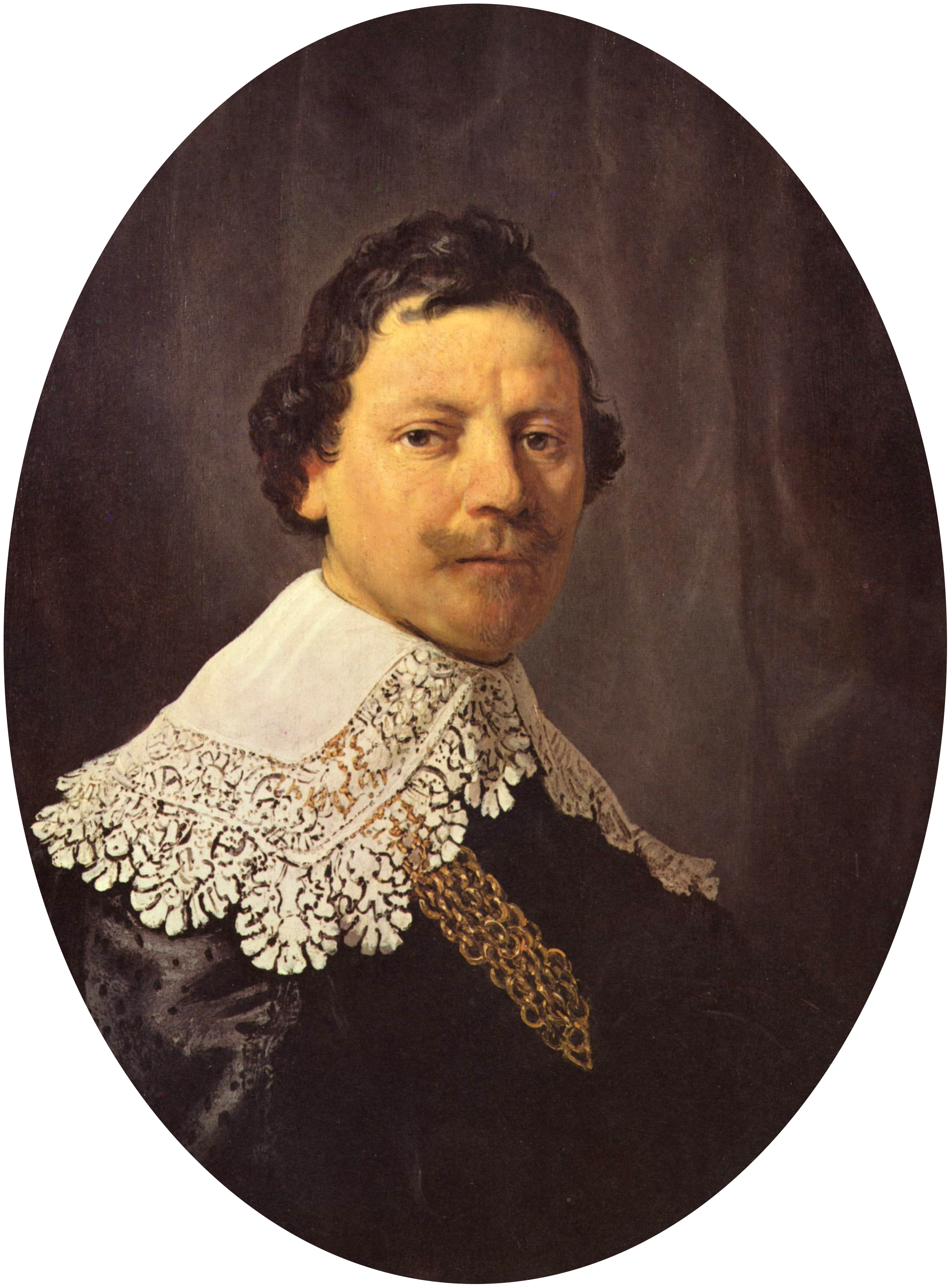
『フィリップス・ルカスの肖像』1635年 ナショナル・ギャラリー所蔵
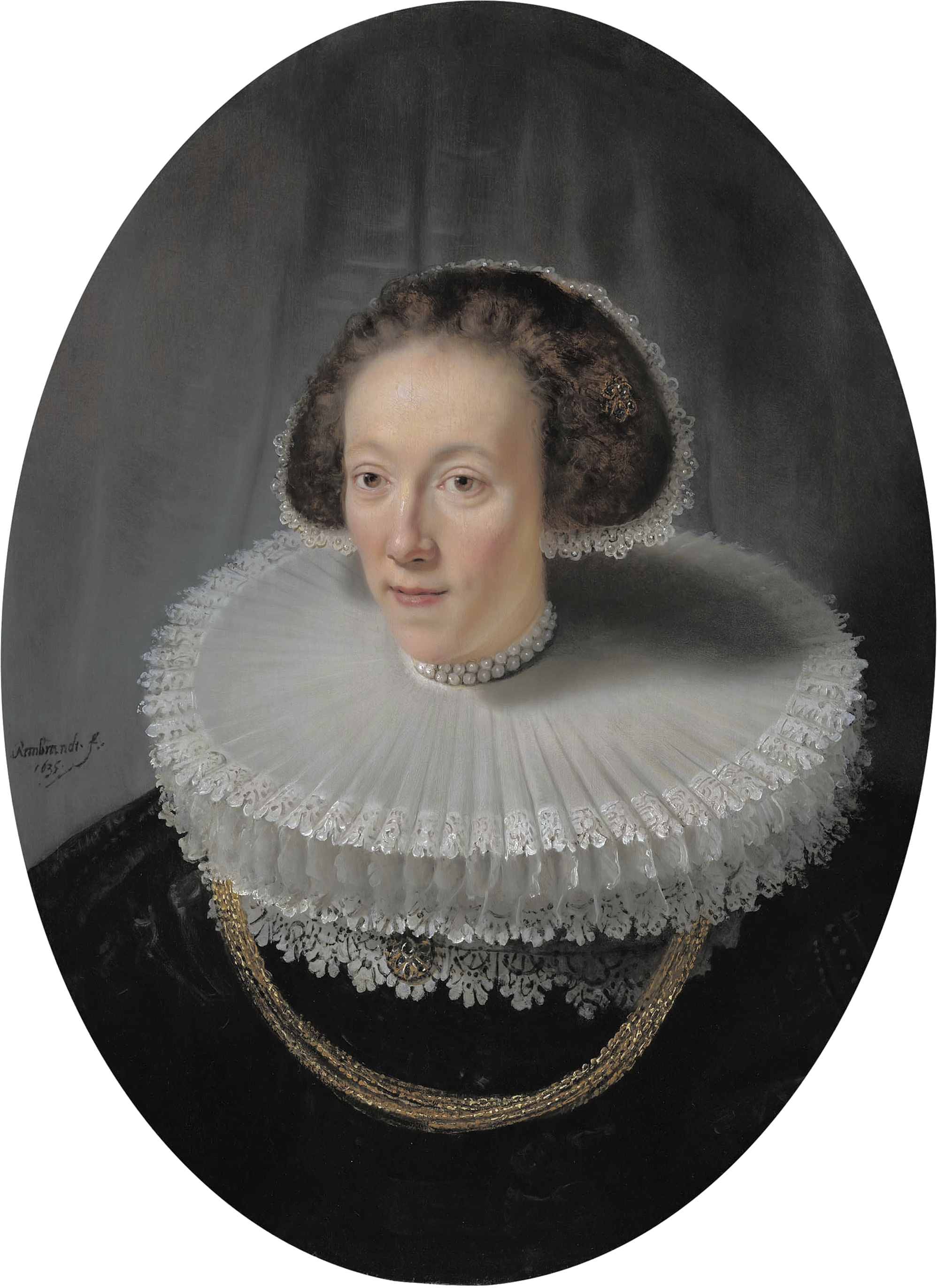
『ペトロネラ・バウスの肖像』1635年 ライデン・コレクション（Leiden Collection）所蔵